# Mikako Komatsu
Mikako Komatsu (小松 未可子 Komatsu Mikako?,  Kuwana, Japón, 11 de noviembre de 1988) es una actriz de voz y cantante japonesa, afiliada a Hirata Office. Es conocida por darle voz a Madoka Kaguya/Cure Selene de Star Twinkle PreCure.
Ella hizo su debut en el año 2010 con la serie de anime Heroman, dando voz al protagonista de esta, Joseph Carter "Joey" Jones.
En la 16°  Seiyū Award, Komatsu ganó el premio a "Mejor Actriz de Reparto" junto a Rie Takahashi.

## Vida personal
Ella aprobó el nivel 2 en la prueba de dominio del inglés.
El 12 de mayo de 2020, anunció a través de su agencia que se casó con su colega Tomoaki Maeno. El 17 de agosto de 2022, ella y Maeno anunciaron que estaba embarazada de su primer hijo. El 15 de enero de 2023, la pareja anunció que dio a luz a su primer hijo.

## Filmografía

### Anime
Los siguientes papeles están en negrita.
2010
- Heroman como Joseph Carter "Joey" Jones
- Shinryaku! Ika Musume como Tanaka

2011
- Gosick como Ian Musgrave (ep 13, 15)
- Hanasaku Iroha (como Shiho (ep 14-15); estudiante A (ep 26); estudiante A D (ep 20); estudiante A F (ep 19)
- Last Exile: Fam, the Silver Wing como Elio
- Wandering Son como estudiante femenina A
- Yu-Gi-Oh! Zexal como Tori Meadows/Kotori Mizuki

2012
- Mōretsu Pirates como Marika Kato
- Girls und Panzer como Saki (ep 12)
- High School DxD como Momo Hanakai (ep 7)
- K como Neko
- Natsuiro Kiseki como Keita
- Oda Nobuna no Yabō como Naotaka Magara (ep 10-12)
- Sengoku Collection como Itō Ittōsai (ep 5)
- Senki Zesshō Symphogear como Kuriyo Ando; Estudiante B
- Suki-tte Ii na yo. como Mihiro (ep 4)
- Tari Tari como Yang
- Yu-Gi-Oh! Zexal II como Tori Meadows/Kotori Mizuki

2013
- Pretty Rhythm: Rainbow Live como Ito Suzuno
- Gundam Build Fighters como Sei Iori
- Kami-sama no Inai Nichiyōbi como Ulla Euleus Hecmatika
- Nagi no Asukara como Miuna Shiodome
- Yahari Ore no Seishun Love Come wa Machigatteiru como Saika Totsuka

2014
- Aldnoah.ZERO como Inko Amifumi
- Akame Ga Kill! como Sayo
- Ao Haru Ride como Shūko Murao
- Ōkami Shōjo to Kuro Ōji como Aki Tezuka
- Soul Eater Not! como Eternal Feather
- Madan no Ō to Vanadis como Alexandra Alshavin
- Sora no Method como Shione Togawa
- Nisekoi como Seishirō Tsugumi
- Magica Wars como Suzuka Kamiki
- Momo Kyun Sword como Kaguya
- Pokémon Mega Evolution Special como Manon

2015
- Aldnoah.ZERO 2nd como Inko Amifumi
- Kōfuku Graffiti como Shiina
- Junketsu no Maria como Priapos
- Plastic Memories como Andie
- Nisekoi: como Seishirō Tsugumi
- Yahari Ore no Seishun Love Come wa Machigatteiru. Zoku como Saika Totsuka
- Ushio to Tora como Asako Nakamura
- Aoharu x Kikanjuu como Hotaru Tachibana
- Gangsta. como Ginger
- Ajin como Izumi Shimomura

2016
- Akagami no Shirayukihime 2 como Eugena Shenazard
- Hai to Gensou no Grimgar como Yume
- Kono Bijutsubu ni wa Mondai ga Aru! como Shizuka
- Ajin como Izumi Shimomura
- Shokugeki no Sōma - Ni no Sara como Taki Tsunozaki
- Taboo Tattoo como Bluezy Fluezy (Izzy)

2017
- Atom: The Beginning como Motoko Tsutsumi
- Eromanga Sensei como Ayame Kagurazaka
- Fūka como Sara Iwami
- Land of the Lustrous como Cinnabar
- Itsudatte Bokura no Koi wa 10 cm Datta como Shōta (ep 4)
- Kujira no Kora wa Sajō ni Utau como Ginshu
- Sakura Quest como Sanae Kōzuki
- Shōwa Genroku Rakugo Shinjū: Sukeroku Futatabi-hen como Shinnosuke
- Nyanko Days como Rō

2018
- Yuragisō no Yūna-san como Oboro Shinto
- Pop Team Epic como Popuko (episodio 3)

2019
- Star Twinkle PreCure como Madama Kaguya/Cure Selene
- Kimetsu no Yaiba - Susamaru / Temari Demon

2020
- Magia Record como Momoko Togame
- Yashahime: Princess Half-Demon como Setsuna
- Jujutsu Kaisen como Maki Zen'in
- Dragon Quest: Dai no Daibouken como Maam
- Yahari Ore no Seishun Love Come wa Machigatteiru: Kan (III) como Saika Totsuka

2021
- Doraemon como Alien 2 del Planeta Dorayaki
- Edens Zero como Rebecca Bluegarden
- Ex-Arm como Minami Uezono
- Hyper Ultra Girlish como Esmelarda
- Nanatsu no Taizai: Fundo no Shinpan como Tristan (ep. 24)
- Magia Record Season 2 como Momoko Togame
- Ijiranaide, Nagatoro-san como Maki Gamou
- Kageki Shoujo!! como Risa Nakayama
- Tsuki to Laika to Nosferatu como Roza Plevitskaya

2022
- Aoashi como Aoi Kaneko
- Tribe Nine como Yui Kamiki
- Vanitas no Carte como Mikhail

2023
- Ijiranaide, Nagatoro-san 2nd Attack como Maki Gamou
- Tokyo Revengers: Seiya Kessen-hen  como Yuzuha Shiba
- Helck como Vamirio

2024
- Gōkon ni Ittara Onna ga Inakatta Hanashi como Suō

2025
- Witch Watch como Yūri Makuwa
- Cat's Eye como Hitomi Kisugi

### OVA
- Yahari Ore no Seishun Love Come wa Machigatteiru como Saika Totsuka (2013)

- Code Geass: Akito the Exiled como Kate Novak (2016)

- Black Clover: Jump Festa Special como Yuno (niño) (2016)

- Hyper Ultra Girlish:Super Elegant como Esmelarda (2021)

### Películas
2011
- Towa no Quon como Yūma

2013
- El jardín de las palabras como Aizawa

2019
- Pretty Cure Miracle Universe como Madoka Kaguya/Cure Selene
- Star Twinkle PreCure: Hoshi no Uta ni Omoi wo Komete como Madoka Kaguya/Cure Selene

2020
- Pretty Cure Miracle Leap como Madoka Kaguya/Cure Selene

2021
- Jujutsu Kaisen 0: The Movie como Maki Zen'in

### Videojuegos
2009
- League of Legends como Akali

2012
- Hyperdimension Neptunia Victory (PS3) como Tekken-chan

2013
- Super Robot Wars UX como Joseph "Joey" Carter Jones

2015
- Tales of Zestiria como Rosé

2016
- Fate/Grand Order como Xuazang Sanzang, Caenis, Valkyrie, Caenis (Rider)

2017
- Danganronpa V3: Killing Harmony como Tsumugi Shirogane
- Magia Record como Momoko Togame

2018
- Princess Connect! Re:Dive como Makoto

2019
- The Seven Deadly Sins: Grand Cross como Roxy

2022
- The king of Fighters XV como Bonne Jenet (B.Jenet)

2023
- Yahari Game demo Ore no Seishun Love Kome wa Machigatteiru. Kan como Saika Totsuka

2024
- Genshin Impact como Mavuika

### Doblaje
- Supergirl como Supergirl (Kara Zor-El)
- Bravest Warriors como Beth
- Mirror Mirror como Snow White

## Música
- Interpretó junto con Takuya Eguchi y Nobuyuki Hiyama uno de los temas producidos para la discografía de la primera temporada de Yahari Ore no Seishun Love Come wa Machigatteiru titulado "Going Going Alone Away!".